# Pomocnicza Służba Kobiet
Pomocnicza Służba Kobiet (PSK, Pestki), ang. Women’s Auxiliary Service – polska pomocnicza formacja wojskowa działająca podczas II wojny światowej. Powstawała pod koniec 1941 z inicjatywy gen. Władysława Andersa, podczas tworzenia Polskich Sił Zbrojnych na terenie Związku Sowieckiego.

## Historia
16 listopada 1942 roku minister spraw wojskowych generał dywizji Marian Kukiel mianował Zofię Leśniowską komendantką główną, a  Marię Leśniakową zastępczynią komendantki głównej Pomocniczej Służby Kobiet. Komendantka główna i jej zastępczyni podlegały ministrowi spraw wojskowych we wszystkich sprawach dotyczących tej służby za pośrednictwem szefa Wydziału Wojskowej Służby Pomocniczej i szefa Biura Ogólno Organizacyjnego. Sprawę nadania stopni i statutu Pomocniczej Służby Kobiet minister miał uregulować dodatkowo. 22 lutego 1943 roku minister obrony narodowej generał Marian Kukiel zwolnił z dniem 18 lutego Zofię Leśniowską, na jej prośbę, ze stanowiska komendantki głównej Pomocniczej Służby Wojskowej Kobiet i powierzył tymczasowo pełnienie tej funkcji Marii Leśniakowej, zastępczyni komendantki głównej PSWK. Do zadań kobiet służących w PSK należało: opatrywanie rannych, obsługa szpitali i kuchni, praca w szkołach dla sierot wojennych. Pracowały również jako sekretarki w sztabach i świetliczanki. W momencie najwyższej liczebności w szeregach PSK służyło ok. 7 tysięcy ochotniczek.
W 1944 kobiety działające w oddziałach PSK zostały przeniesione do 2 Korpusu Polskiego we Włoszech. W lipcu 1944 Minister Obrony Narodowej zarządził zmianę struktury organizacyjnej PSK, w wyniku czego formację podzielono na trzy części: Pomocniczą Wojskową Służbę Kobiet (PWSK), Pomocniczą Lotniczą Służbę Kobiet (PLSK) i Pomocniczą Morską Służbę Kobiet (PMSK). 
Jednocześnie zarządzenie powoływało Komendę Główną PWSK (wraz z powołaniem Komendantki Głównej PWSK, PLSK, PMSK) oraz Inspektorek przy dowództwach korpusów i wojsk. Oficerowie PSK mianowani byli przez Prezydenta RP. Zniesiono także funkcyjność stopni w PSK, dokonując ujednolicenia ze stopniami obowiązującymi w całym Wojsku Polskim.

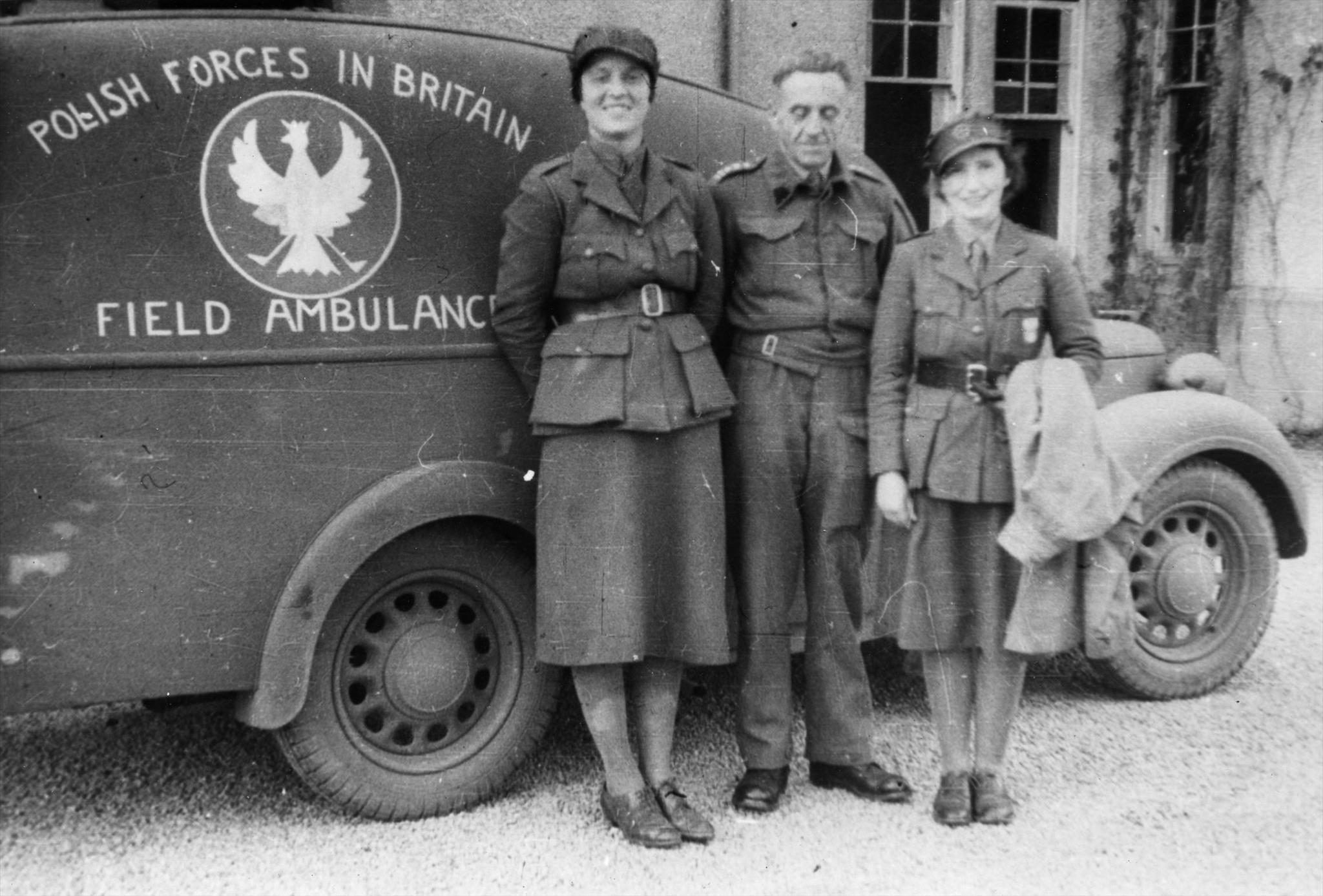
Ochotniczki Pomocniczej Wojskowej Służby Kobiet przy ambulansie polowym

Za udział w walkach ochotniczkom PSK przyznano:
13 Krzyży Walecznych, 2 Złote Krzyże Zasługi, 74 Srebrne Krzyże Zasługi, 154 Brązowe Krzyże Zasługi. Za udział w kampanii norweskiej w 1940 roku Krzyże Walecznych otrzymały: dr Jadwiga Zielińska i Stefania Gorczyńska, a za udział w kampanii francuskiej trzy kobiety – ochotniczki: Aniela Palędzka, Helena Bogusławska i Ludwika Niemcówna.
Od października 1943 PSK wydawało czasopismo „Ochotniczka”. W marcu 1946 rozwiązano PSK.

## Ochotniczki PSK

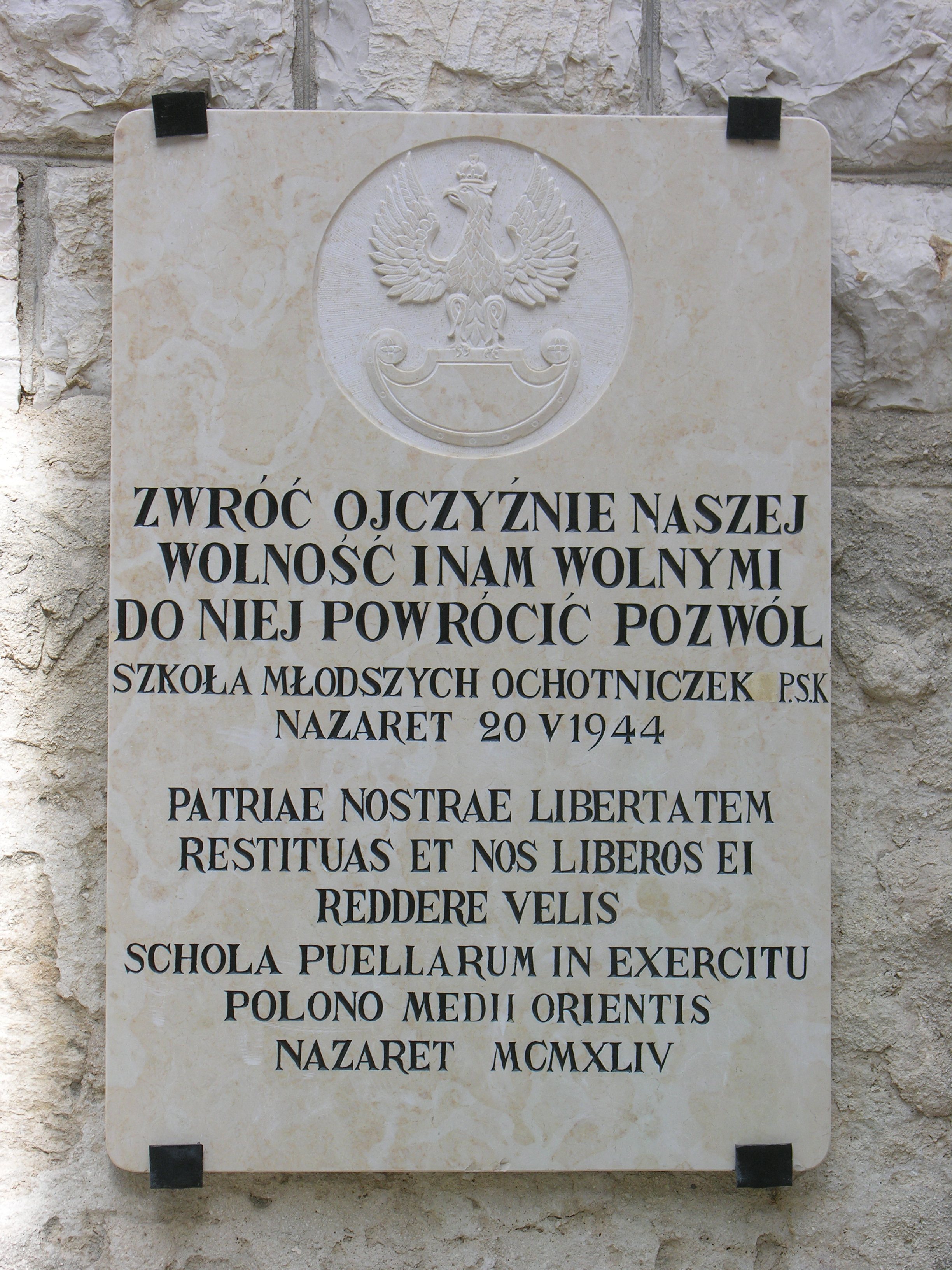
Tablica upamiętniająca szkołę PSK w Nazarecie

- Karola Uniechowska
- Władysława Piechowska
- Bronisława Wysłouchowa